# Emmanuel Ramazani Shadary
Emmanuel Ramazani Shadary (n. Kasongo, Maniema, 29 de noviembre de 1960) es un político congoleño que fungió como Ministro del Interior de la República Democrática del Congo en diciembre de 2016 y enero de 2018. Previamente fungió también como gobernador de la provincia de Maniema entre 1997 y 1998 (siendo depuesto por la segunda guerra del Congo), y posteriormente entre 2002 y 2004. En 2018 fue candidato presidencial del oficialista Partido del Pueblo para la Reconstrucción y la Democracia (PPRD) esperando suceder al presidente saliente Joseph Kabila, sin embargo, resultó ampliamente derrotado y se ubicó en tercer lugar detrás de Martin Fayulu y Félix Tshisekedi, recibiendo solo el 23.84% de los votos.
Como ministro de Interior y Seguridad, ha sido responsable de la policía y los servicios de seguridad y de coordinar el trabajo de los gobernadores provinciales desde que asumió el cargo el 19 de diciembre de 2016. En esta capacidad, la Unión Europea, que lo colocó en una lista de sanciones el 29 de mayo de 2017, lo considera responsable de los recientes arrestos de activistas y miembros de la oposición y del uso desproporcionado de la fuerza desde su nombramiento, como la acción violenta contra miembros del Nuevo Movimiento Religioso Bundu dia Kongo (BDK) fundado en 1969 en Kongo Central, la represión en Kinshasa entre enero y febrero de 2017 y el uso desproporcionado de la fuerza y la represión violenta en la provincia de Kasai. Las sanciones incluyen una prohibición de entrada en la UE y la congelación de activos, así como una prohibición de proporcionar fondos o recursos económicos a las personas en la lista.